# Syster Lycklig
Syster Lycklig är ett postpunkband från Stockholm som var aktivt 1982–1985 och återigen sedan 2017.

## Biografi
Syster Lycklig bildades hösten 1982. Petter Brundell från upplösta Ståålfågel började tillsammans med Anders Jansson och en rytmmaskin. Rytmmaskinen byttes snart ut mot Anders Lönnkvist, en jämtlänning som ursprungligen kom från Östersundsbandet Myrbein, men som senare spelade med Skallarna.
Scendebuten skedde på Konstfack i Stockholm tidigt 1983, och därefter blev det spelningar både i och utanför Stockholm.
Hösten 1983 fick bandet kontakt med producenten Tomas Gabrielsson som erbjöd Syster Lycklig ett skivkontrakt. Debut-LP:n Syster Lycklig spelades in i januari 1984 och släpptes under våren. Ett år senare, våren 1985, släppte bandet även en Mini-LP, Dörren till sommaren. Strax därefter splittrades Syster Lycklig. 
Sedan hösten 2017 är Syster Lycklig återuppståndna och spelar tillsammans igen. Systrarna har hittills släppt fem singlar och ett album efter återföreningen.     

## Medlemmar
- Petter Brundell – gitarr, sång
- Anders Jansson – bas, sång
- Anders Lönnkvist – trummor

## Diskografi

### Album
- 1984 Syster Lycklig (LP Urspår URS 11)
- 1985 Dörren Till Sommaren (Mini-LP Urspår URMINI 1)
- 2022 TRE (PBP Records)

### Singlar
- 2018 Stilla / De Dödas Bar (PBP Records)
- 2020 Klassiker (PBP Records)
- 2020 Vi ses (PBP Records)
- 2020 Små Droger (PBP Records)
- 2022 En enkel man (PBP Records)